# Adélina Lévêque
Titres
Impératrice consort d’Haïti
25 août 1849 – 15 janvier 1859
(9 ans, 4 mois et 21 jours)
Première dame d'Haïti
31 décembre 1847 – 25 août 1849
(1 an, 7 mois et 25 jours)
Élisabeth Adélina Dérival Lévêque, devenue Adélina Soulouque, née le 26 juillet 1820 à Arcahaie en Haïti et morte le 12 octobre 1878 à Anse-à-Galets, est l’épouse de Faustin Soulouque devenu l’empereur Faustin Ier d’Haïti, et la dernière impératrice d’Haïti.

## Biographie

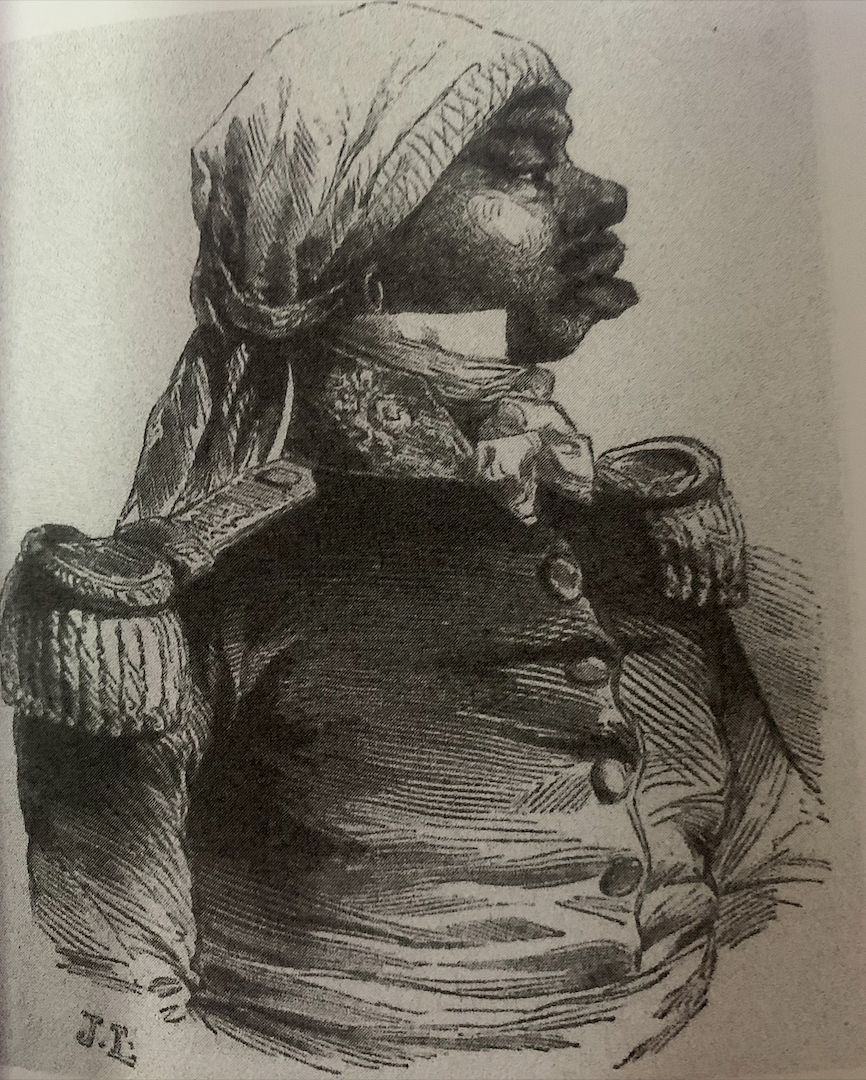
Gravure représentant le général Faustin Soulouque, futur président et empereur d’Haïti.

Adélina est la fille de Dérival Lévêque, duc de Plaisance, et de Marie Françoise Célimène Dessalines, fille de l’empereur Jean-Jacques Dessalines.
Elle a eu une relation à long terme avec le général Faustin Soulouque pendant de nombreuses années. Ce n'est que le 31 décembre 1847 qu'Adélina épouse Soulouque, son compagnon de longue date. 
Le 26 août 1849, après la proclamation de son époux comme empereur d'Haïti sous le nom de Faustin Ier, elle reçut le titre d'Impératrice d’Haïti et fut couronnée avec son mari à Port-au-Prince, la capitale, le 18 avril 1852. L'empereur et l'impératrice furent couronnés lors d'une cérémonie somptueuse inspirée du sacre de Napoléon Ier. 
Avec l'établissement du Second Empire, la famille d'Adélina fut anoblie. Sa sœur, Clélia Lévêque, reçut le titre de « princesse » et d'Altesse Sérénissime. Son père, Dérival Lévêque, fut titré prince et comte d'Empire.
En tant qu'impératrice, Adelina reçut sa propre cour composée d'un grand aumônier, de deux dames d'honneur, de 56 dames du palais, de 22 dames de la chapelle, de chambellans et de pages. Toutes les courtisanes venaient de la nouvelle noblesse de Faustin et portaient les titres de duchesse, de comtesse, de baronne, de chevalière ou de marquise. Elle a exercé des fonctions de représentation, telles que recevoir en public ou donner des audiences chaque mardi.
En 1858, une révolution commença, dirigée par le général Fabre Geffrard, duc de Tabare. En décembre de la même année, Geffrard défit l'armée impériale, s'empare de plusieurs villes et prend le contrôle d'une partie du pays. En conséquence, l'empereur abdiqua son trône le 15 janvier 1859. C'est la fin du Second Empire. 
Refusé d'asile par la légation de France, Faustin fut exilé à bord d'un navire de guerre britannique le 22 janvier 1859. Peu après, l'empereur et sa famille arrivèrent à Kingston, en Jamaïque, où ils sont restés plusieurs années. En 1866, la famille impériale s'installe à Paris, en France. 
Autorisé à retourner en Haïti, Faustin mourut à Petit-Goâve le 6 août 1867 et fut enterré à Fort Soulouque, placée sous la protection du gouvernement de Nissage Saget pendant la guerre civile et la dictature de Sylvain Salnave, l'ex-impératrice Adélina s'éteint à Port-au-Prince en octobre 1878 à l'âge de 58 ans d'une pneumonie.

## Descendance

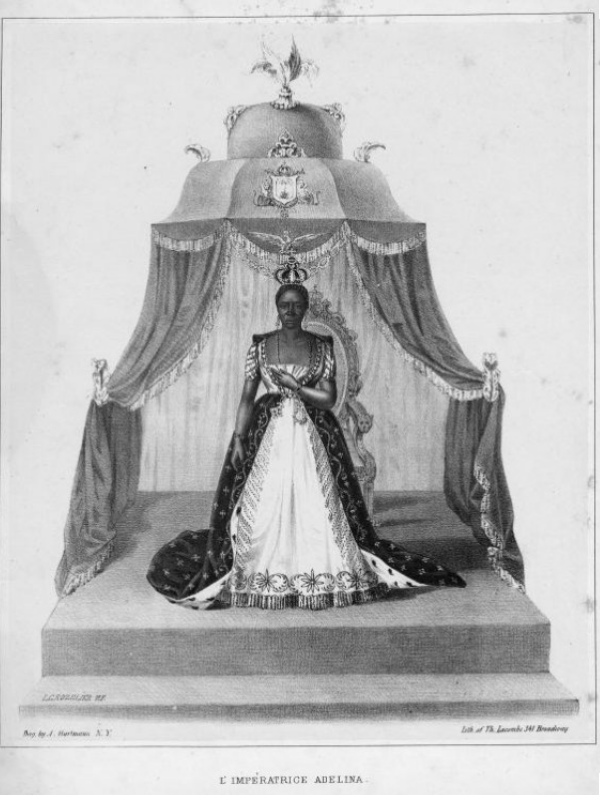
Portrait de l’impératrice Adelina (1852).

Faustin et Adélina ont eu trois filles :
1. Princesse Geneviève Olive, dite « Madame Première », (29 novembre 1842 - 23 juillet 1883). Légitimée par le mariage de ses parents, elle est élevée au rang d'Altesse impériale et reçoit le titre de princesse[5]. Elle épouse son cousin, le prince Pierre-Joseph Théodore de Vil-Lubin, comte de Vil de Lubin[5].
2. Princesse Félicité Faustine (10 août 1844 - 7 août 1875), titré princesse, et épouse de Jean-Jacques Anacréon de Vil-Lubin, comte d’Hudicourt[8].
3. Princesse Célestine Marie Françoise (13 février 1848 - 27 janvier 1912), du nom de Célita, porta le titre de princesse et d'Altesse impériale en 1849. Elle fut mariée avec Jean Henri Nord Alexis (1848-1905), duc de l’Avancé et comte de Mirebalais[9].